# Auguste Nayel
Auguste François Joseph Nayel né le 16 mai 1845 à Lorient (Morbihan) et mort dans la même ville le 16 mars 1909 est un sculpteur français.
Il est également professeur de dessin et fut le premier conservateur du musée de Lorient et cofondateur de la Société lorientaise des beaux-arts.

## Biographie
Auguste Nayel débute en 1859 dans les ateliers de sculpture de la marine sous la direction de M. Meslin, ou Mélin. Il pursuit ses études à Angers sous la direction de Jules Dauban, dont il est considéré comme un des élèves les plus brillants.
Pendant la guerre franco-allemande de 1870, il sert comme officier de la Garde nationale mobile au siège de Paris.
Après la guerre, Il se fixe à Lorient et produit de nombreuses œuvres.
Il crée en 1872 un cours privé de dessin qui fut fermé en 1877.
Auguste  Nayel débute au Salon de 1875.
Dès novembre 1881, il devient le directeur des cours municipaux de dessin, de sculpture sur bois et de modelage. Il est nommé professeur de dessin au lycée de Lorient en 1882. Il est cofondateur de la Société lorientaise des beaux-arts,.
Il reçoit les Palmes académiques et est officier de l'Instruction publique.

## Premier conservateur du musée de Lorient
Le musée de Lorient est officiellement créé par une délibération  du conseil municipal le 29 avril 1879 et est installé au premier étage de la Halle au Beurre, place Saint-Louis.
En 1887, Auguste Nayel est nommé premier conservateur du musée.
Le cours public de dessin dirigé par lui depuis novembre 1881 est également situé à la Halle au Beurre. Il y a un lien étroit entre le cours de dessin et le musée, car au XIXe siècle, les musées sont couramment considérés comme des instruments pédagogiques. La création du musée de Lorient correspond ainsi à une volonté d'instruire la population et de mettre des références esthétiques à disposition des artistes.
Charles Oge succède en 1907 à Auguste Nayel au poste de conservateur du musée. C'est sous sa responsabilité que le musée est transféré de la Halle au Beurre à la salle Dousdebès dans le quartier de la Nouvelle-Ville.

## Le sculpteur
Ses œuvres se rattachent à la sculpture d’inspiration régionale de la fin du XIXe siècle et offrent un intérêt documentaire par la précision des costumes : Deux vieux Bretons, Marie, La Récolte de pommes de terre… autant de pièces en terre cuite détruites pendant la Seconde Guerre mondiale[réf. nécessaire].
Les matériaux qu'il affectionne sont le bois, la terre cuite, le marbre ou le bronze.

## Œuvres

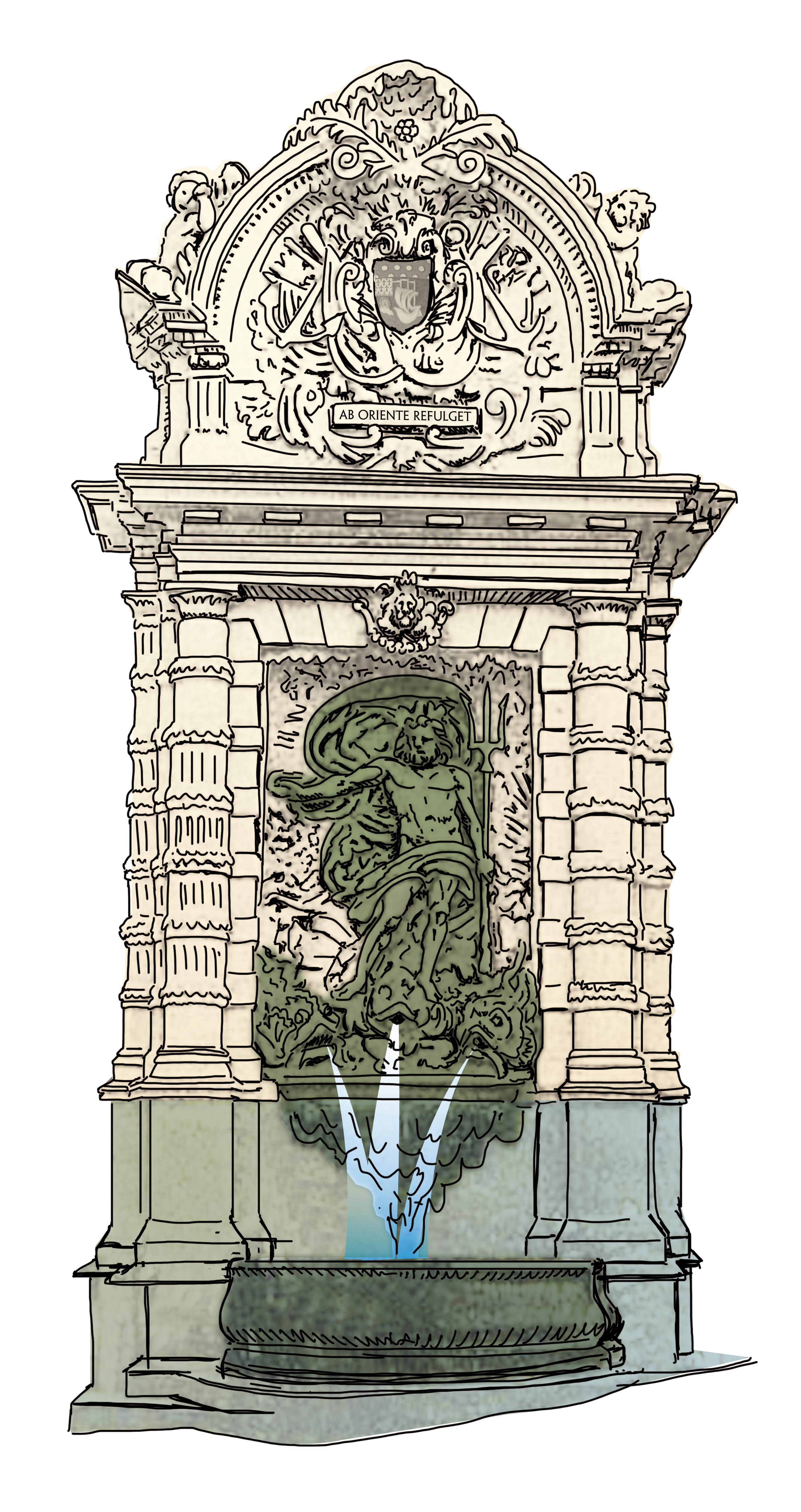
La Fontaine de Neptune à Lorient (1876), œuvre disparue, vue d'artiste d'après une photographie.

- Fontaine de Neptune, 1876, haut-relief en granit. Auguste Nayel réalise cette fontaine monumentale sur les plans de l'architecte Stephen Gallot. Située à Lorient à l'angle des rues du Morbihan (actuelle rue Maréchal Foch) et Paul Bert[7],[8], elle sera démantelée à la suite des bombardements de la Seconde Guerre mondiale et ses matériaux revendus après la guerre[9]. La vasque se trouve aujourd'hui dans une propriété privée à Lorient[10],[11].
- Joseph Charil, 1882, curé de Lorient, buste en marbre ornant son monument funéraire au cimetière de Carnel de Lorient.
- Buste de Marie, 1882, anciennement exposé au musée de Lorient[Lequel ?], sans doute exécuté en l'honneur de l'œuvre de Brizeux[4].
- Monument à Louis Bodélio, 1898, Lorient. En 1897, la municipalité de Lorient lance une souscription pour ériger un monument en l'honneur du médecin qui a marqué la vie lorientaise lors des épidémies de choléra en 1832, 1834 et 1848. Un buste en bronze, érigé sur un piédestal en granit, est réalisé par Nayel et fondu par Barbedienne. Le monument était installé au jardin Bodélio situé sur l'ancien champ de foire de Kerentrech. Il est réquisitionné et fondu en 1941. Une réplique en plâtre du buste est conservée au centre hospitalier de Bretagne Sud[11].
- Monument à Brizeux, 1908, médaillon ornant la stèle de granit bleu du pont Kerlo à Arzano inaugurée en octobre 1908[4],[12] est la dernière œuvre de Nayel qui, trésorier du comité du cinquantenaire de la mort du poète, appréciait particulièrement Brizeux[2].
- Les Contes de la veillée, attribution[13].
- Lutteur de Scaër, statuette, musée des Beaux-Arts de Brest[1].
- Attribut lyrique, ornant le piédestal du Monument à Victor Massé d'Antonin Mercié à Lorient[4].
- Buste d'Élodie La Villette[2].
- Buste du jeune Yannic[2].
- Primel et Nola, coupe inspirée de l'œuvre d'Auguste Brizeux[2].
- Vierge colossale de Chenillé-Changé (Maine-et-Loire)[2].
- Braconnier breton[2].
- Pêcheuse de crevettes[2].
- Matelots[2].

Auguste Nayel, armoire à deux corps, Quimper, musée départemental breton
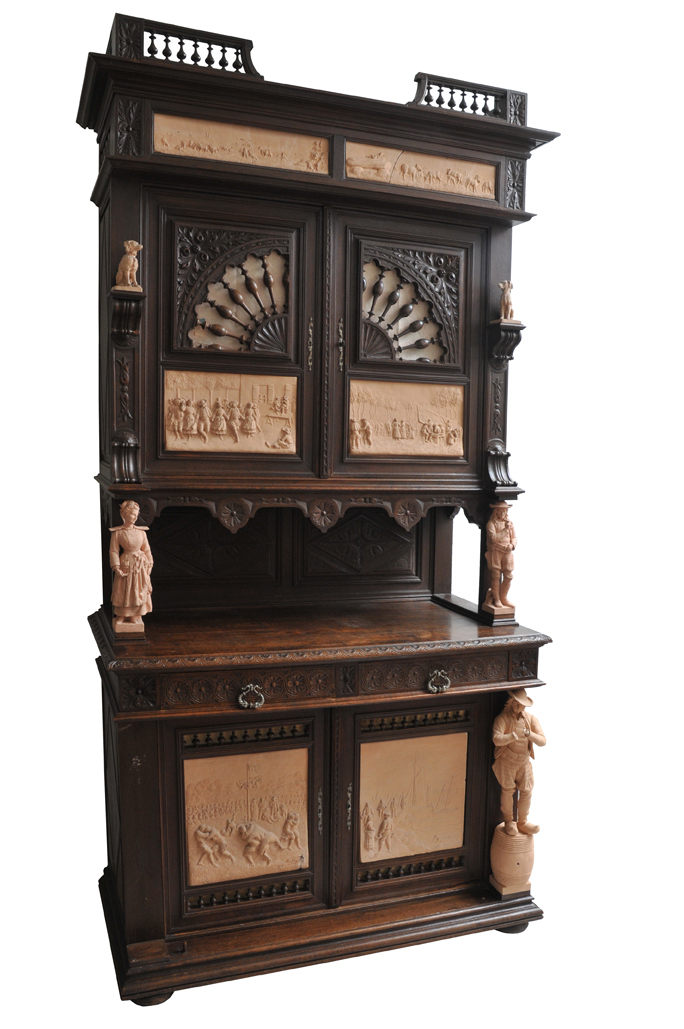
Vue d'ensemble
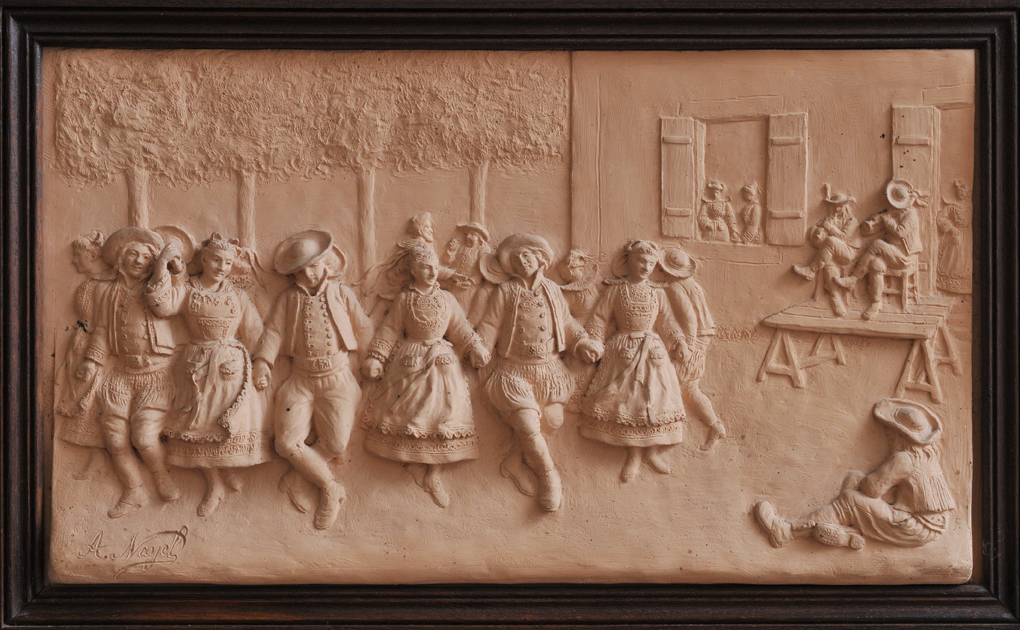
Détail
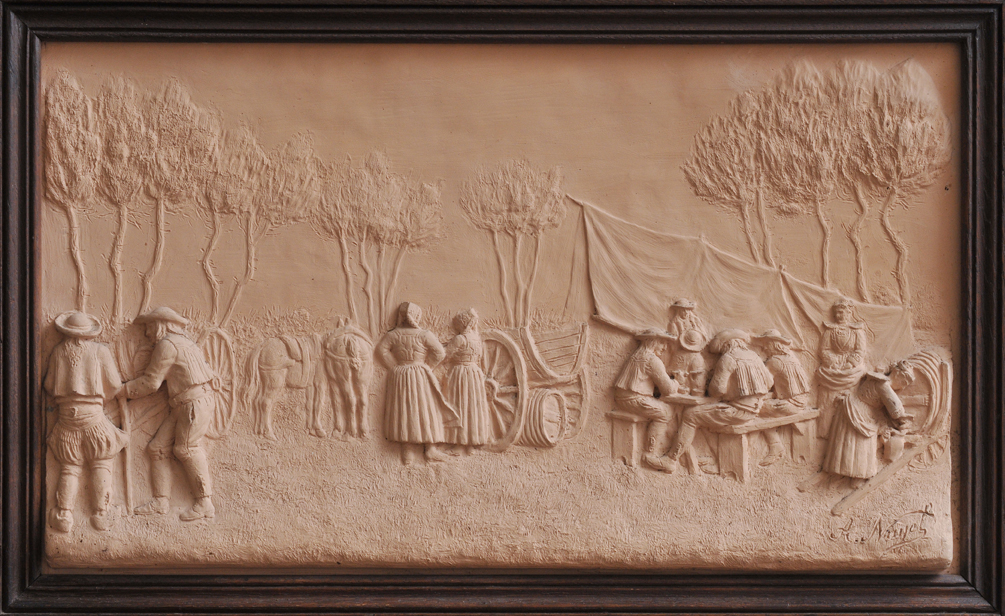
Détail
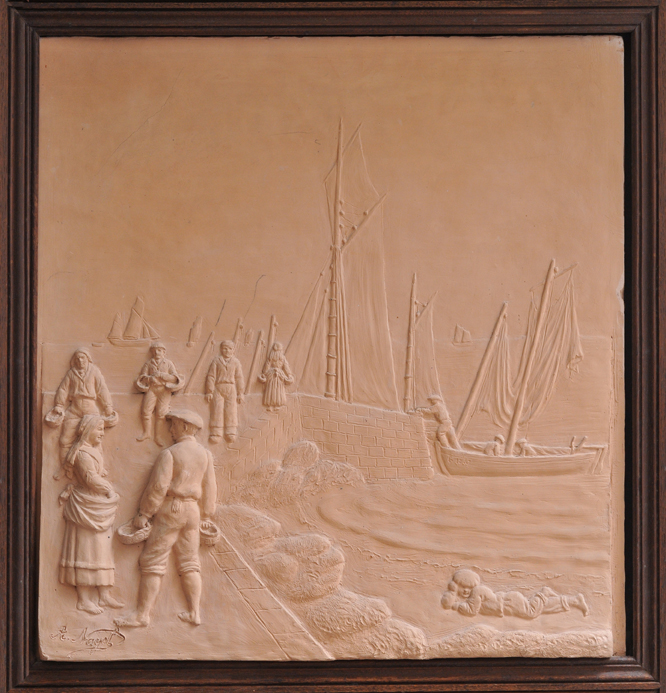
Détail
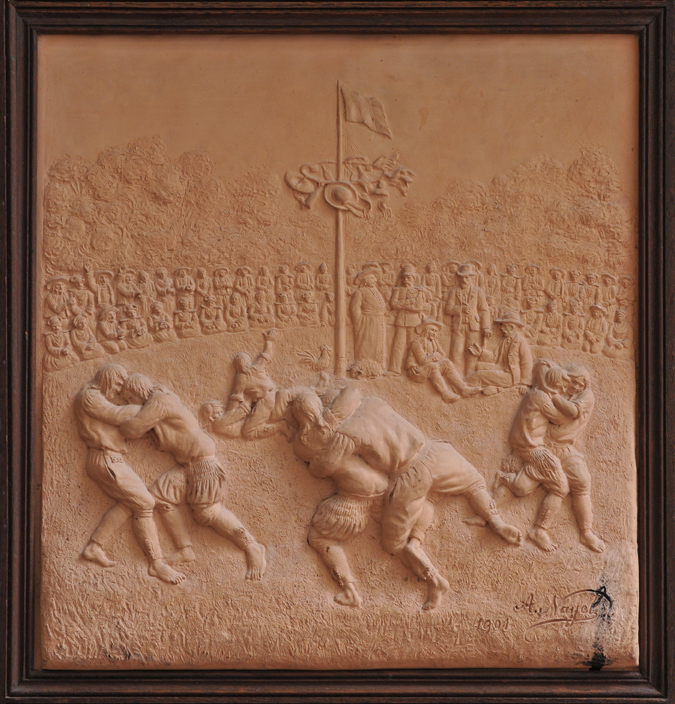
Détail

Attribué à Auguste Nayel, armoire à deux corps, localisation inconnue
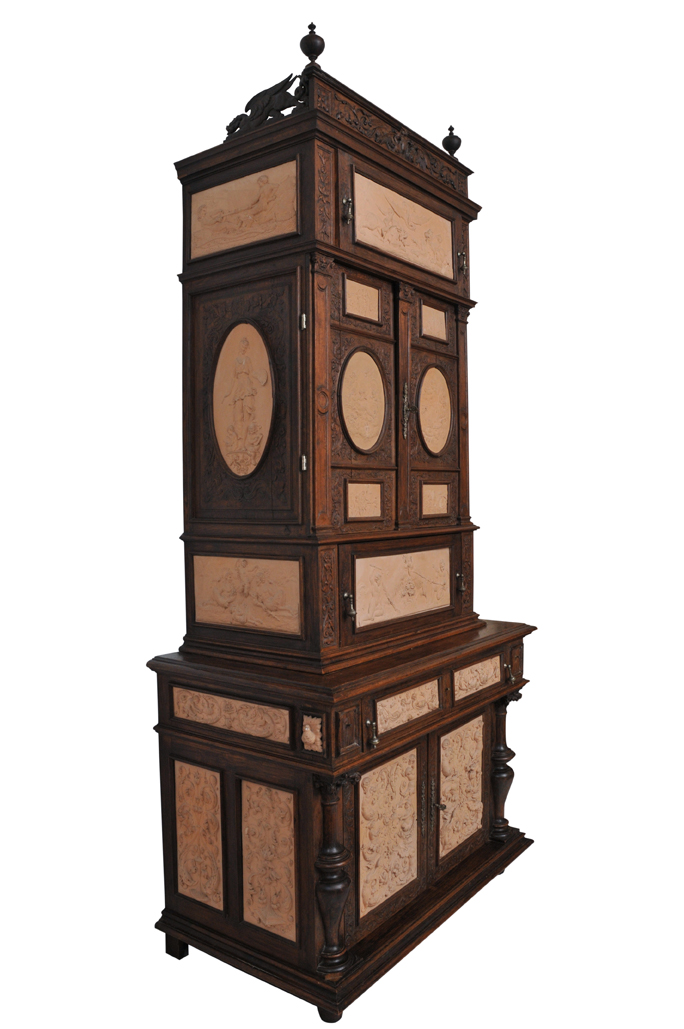
Vue d'ensemble
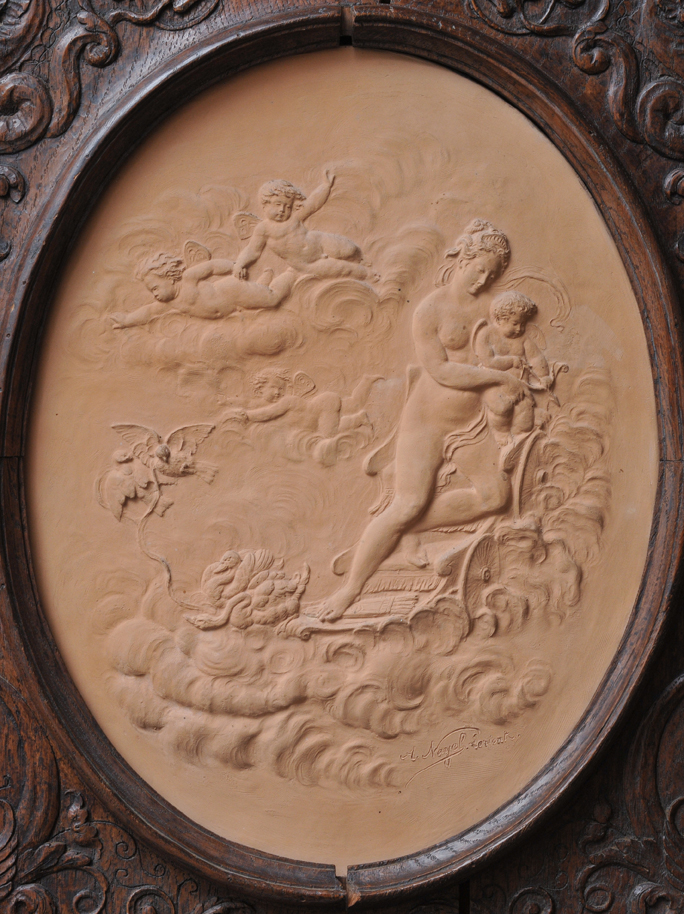
Détail
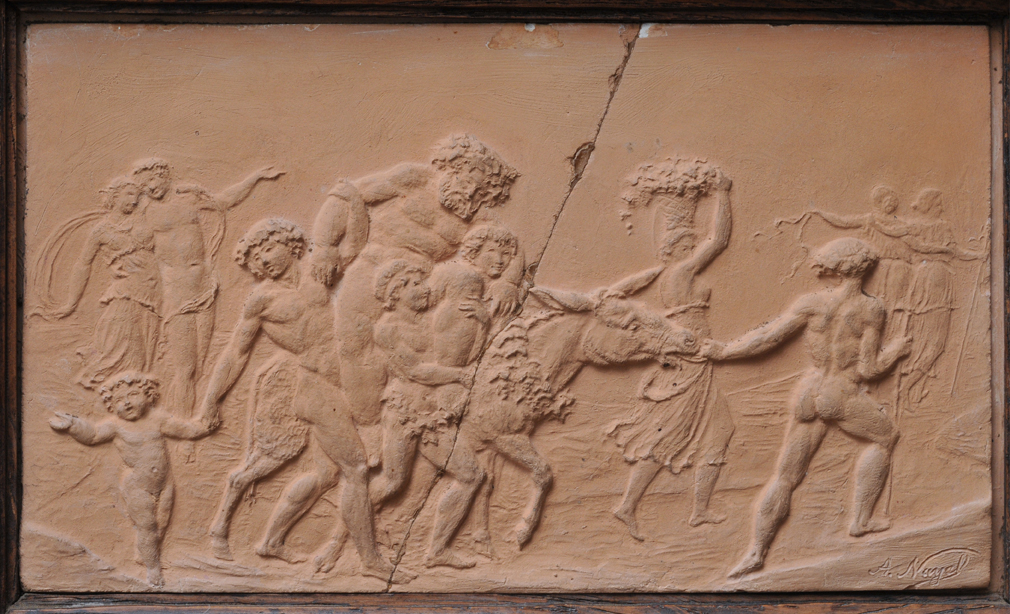
Détail
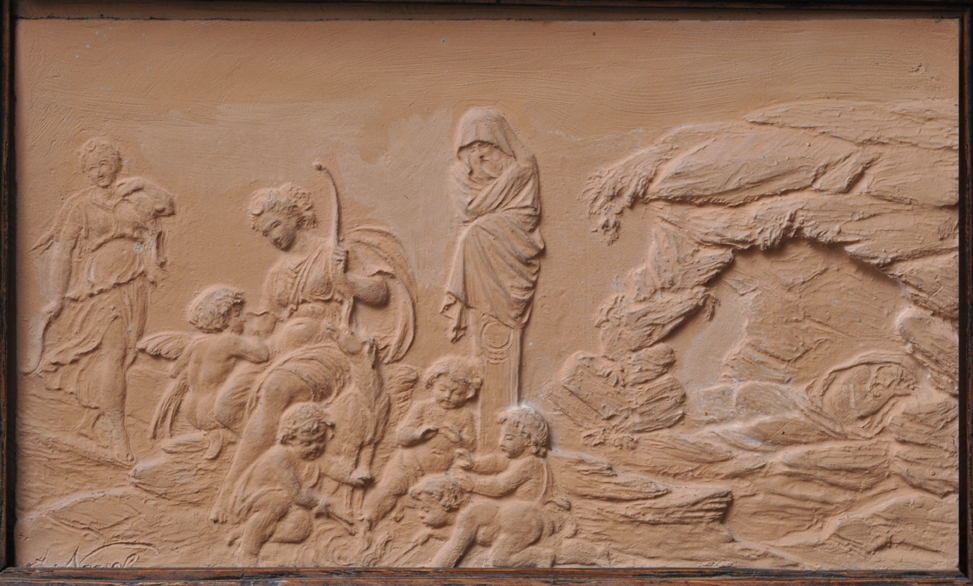
Détail
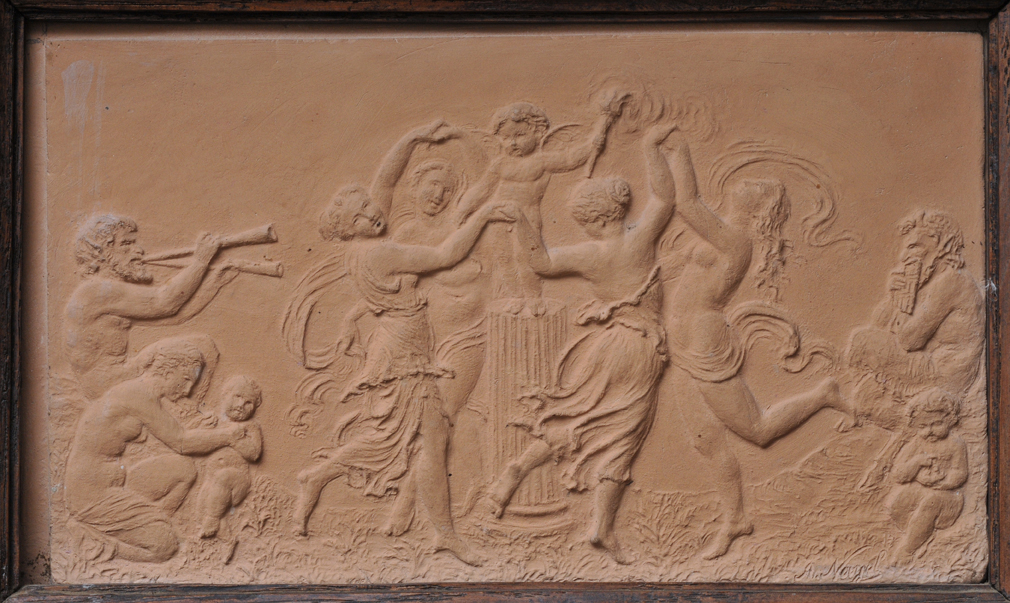
Détail
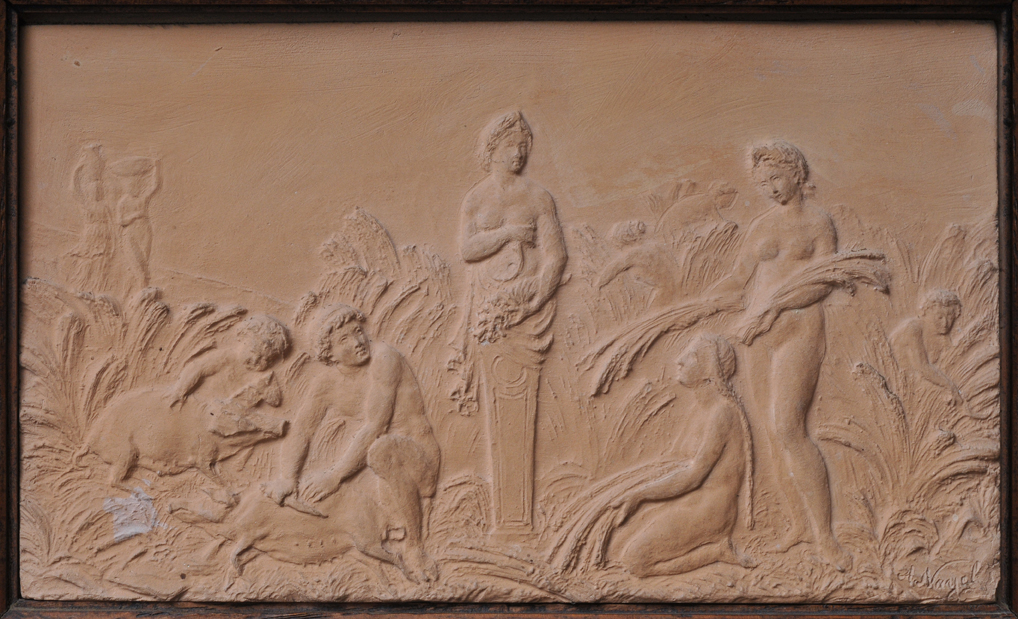
Détail
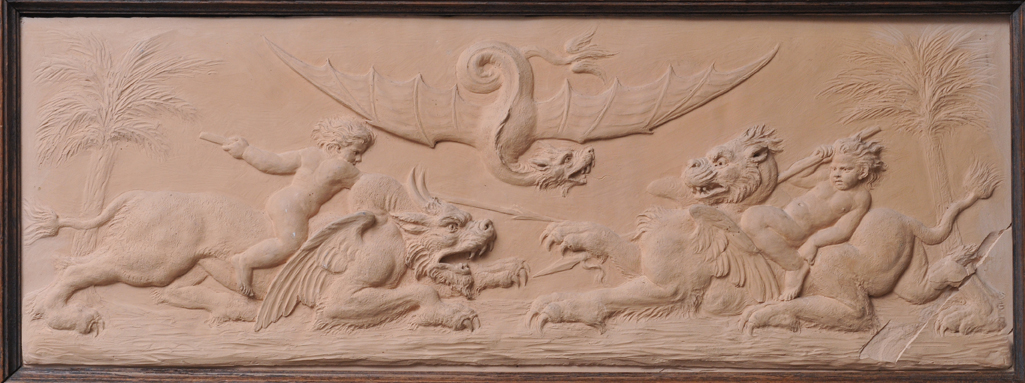
Détail
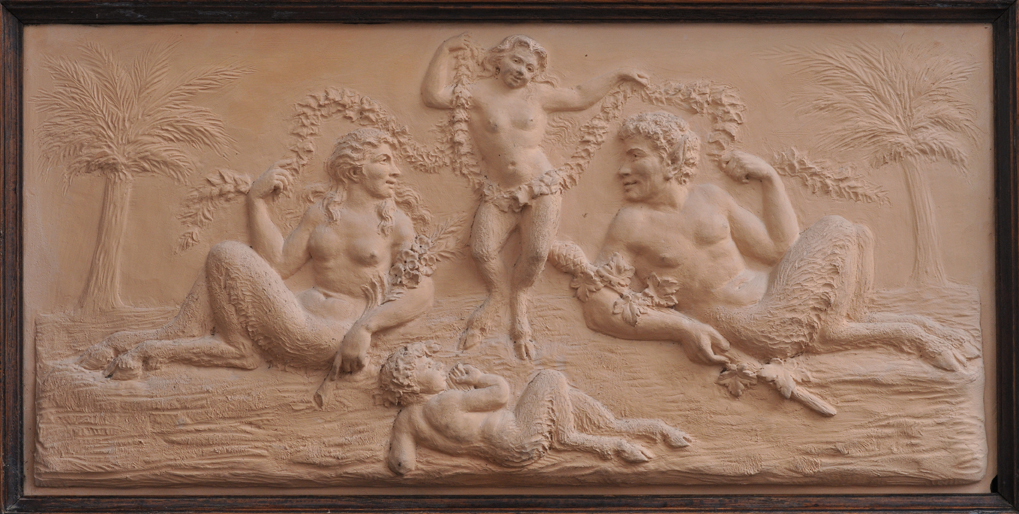
Détail
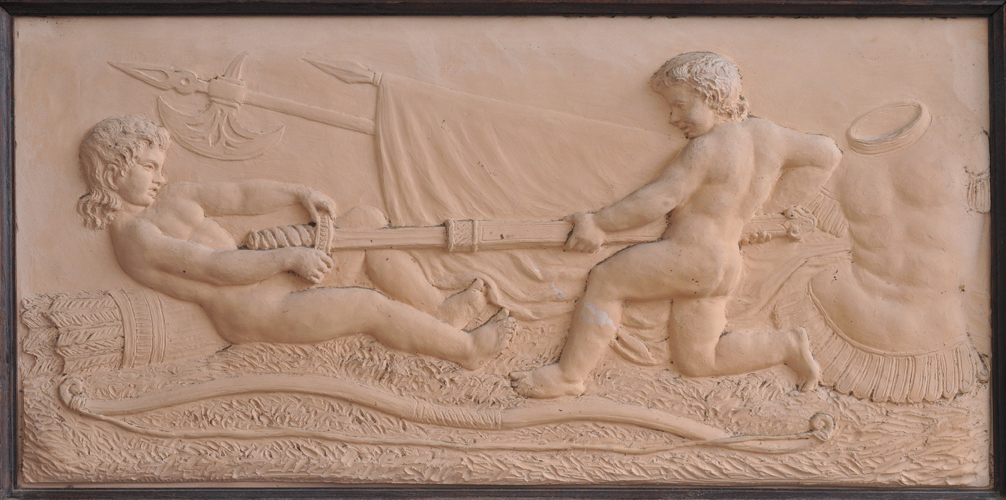
Détail
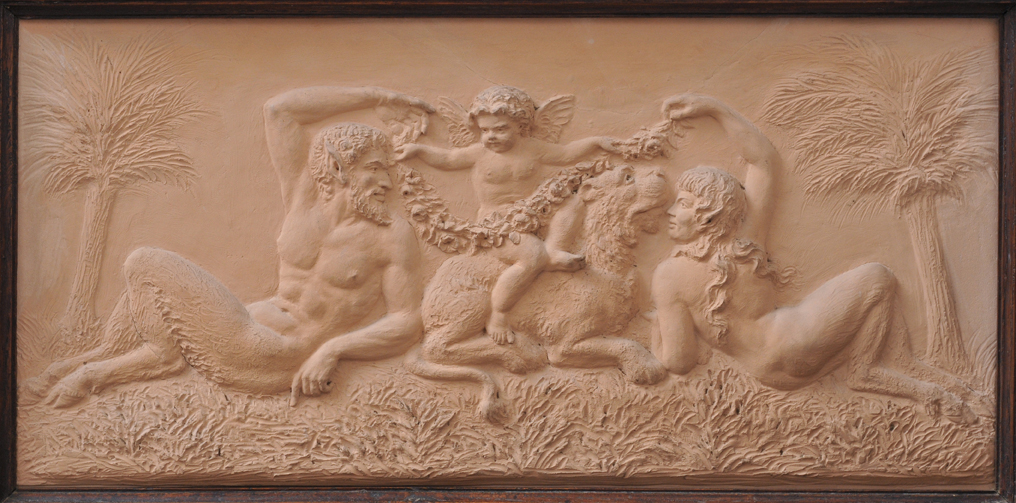
Détail
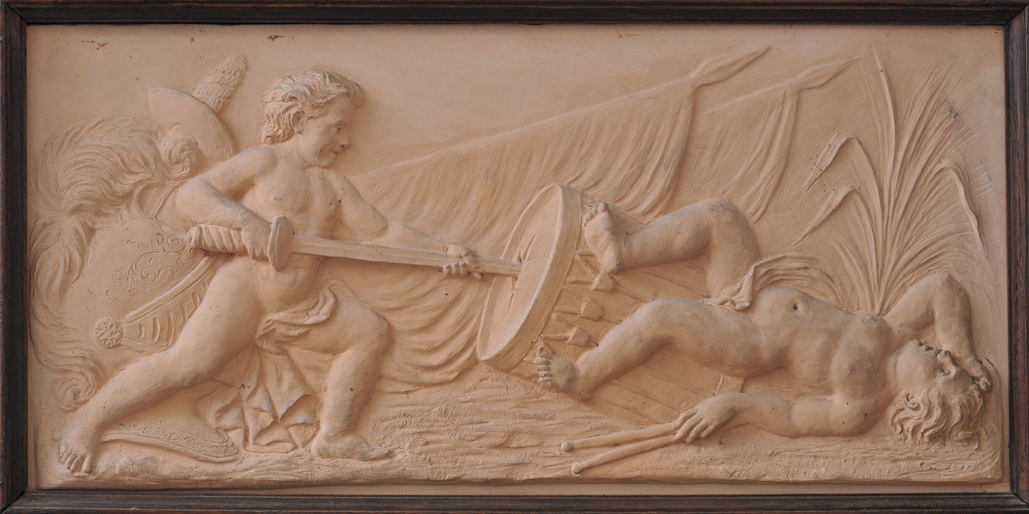
Détail
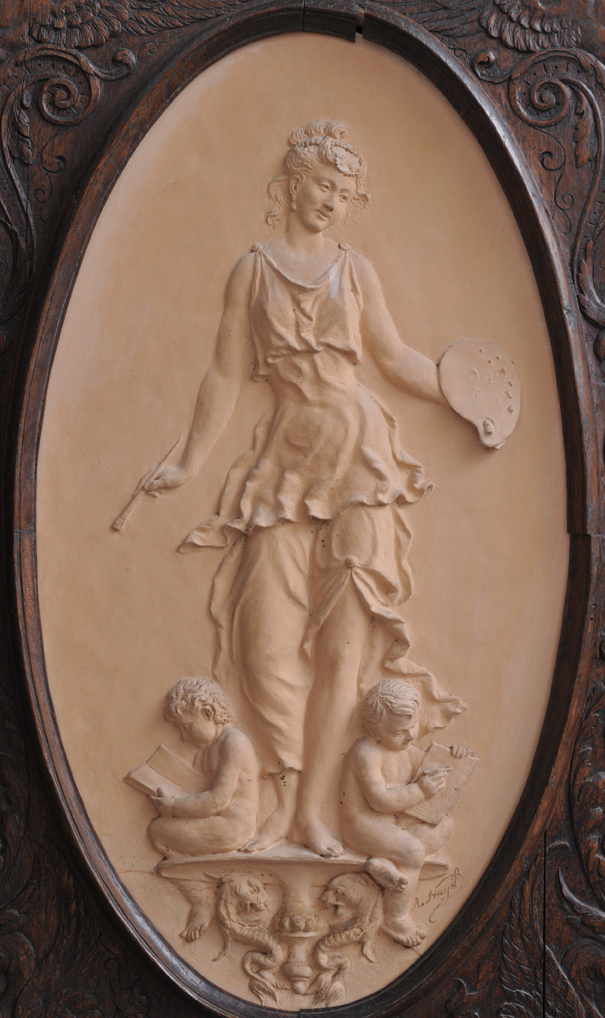
Détail

Œuvres non localisées attribuées à Auguste Nayel
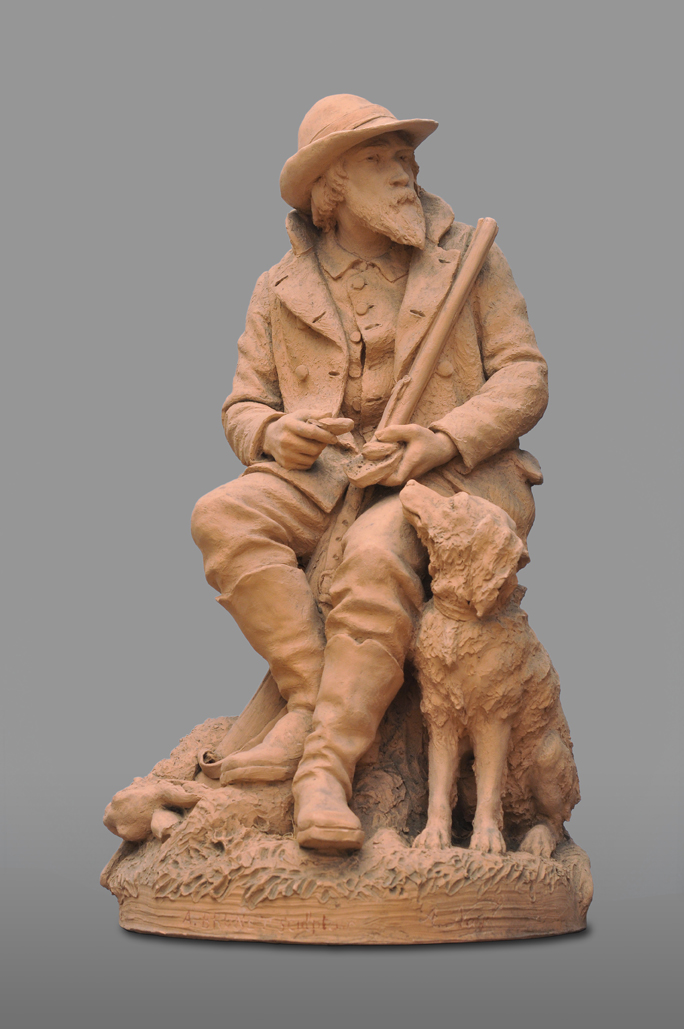
Braconnier breton
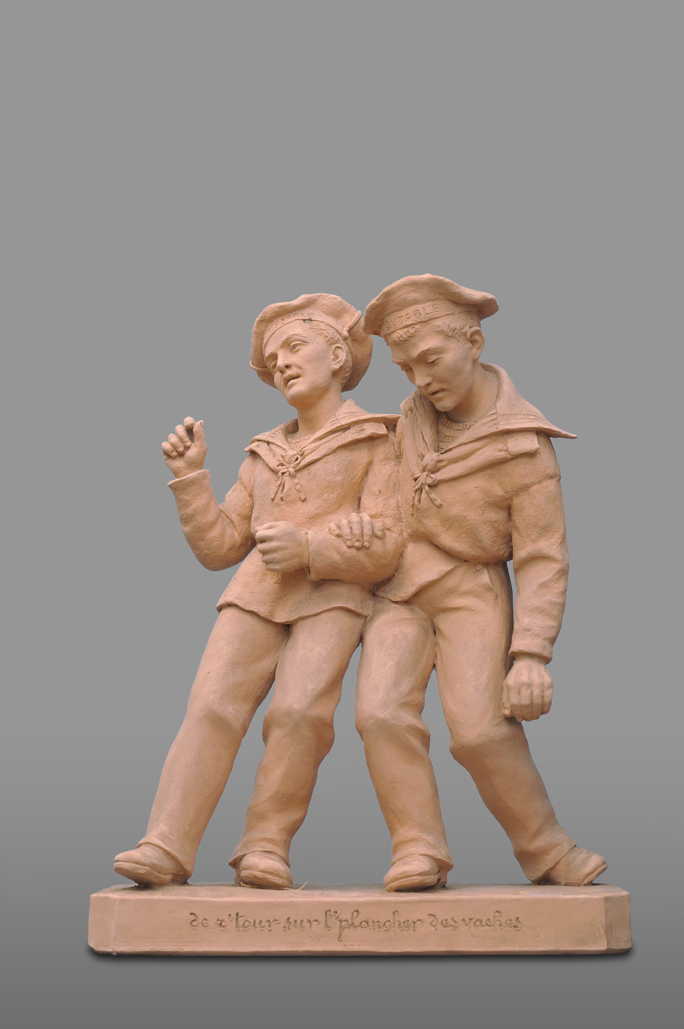
Matelots
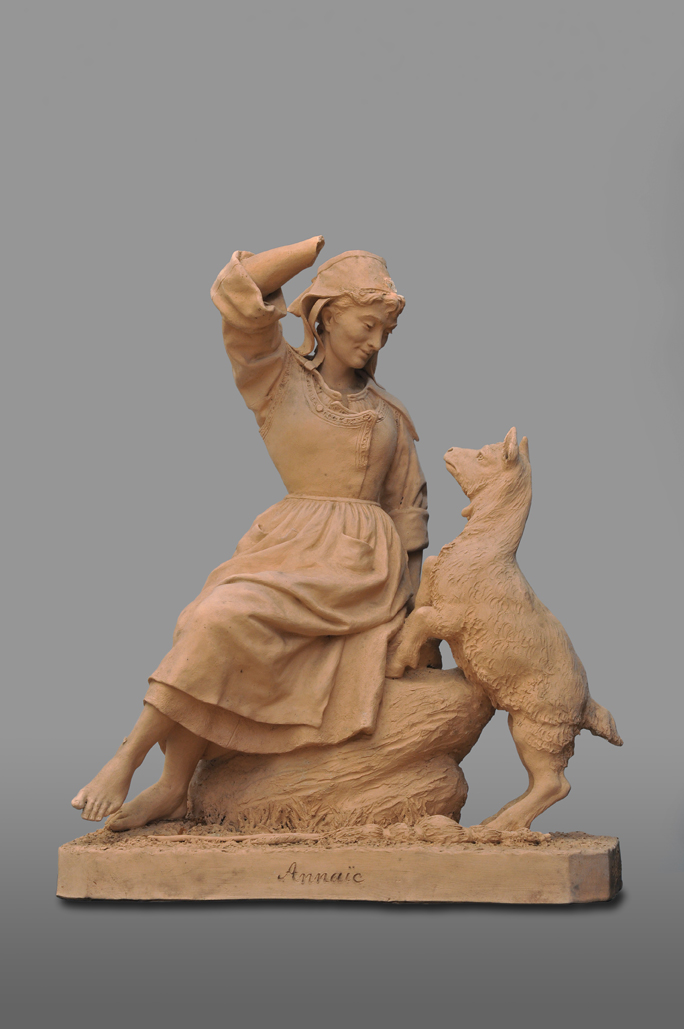
Jeune bergère
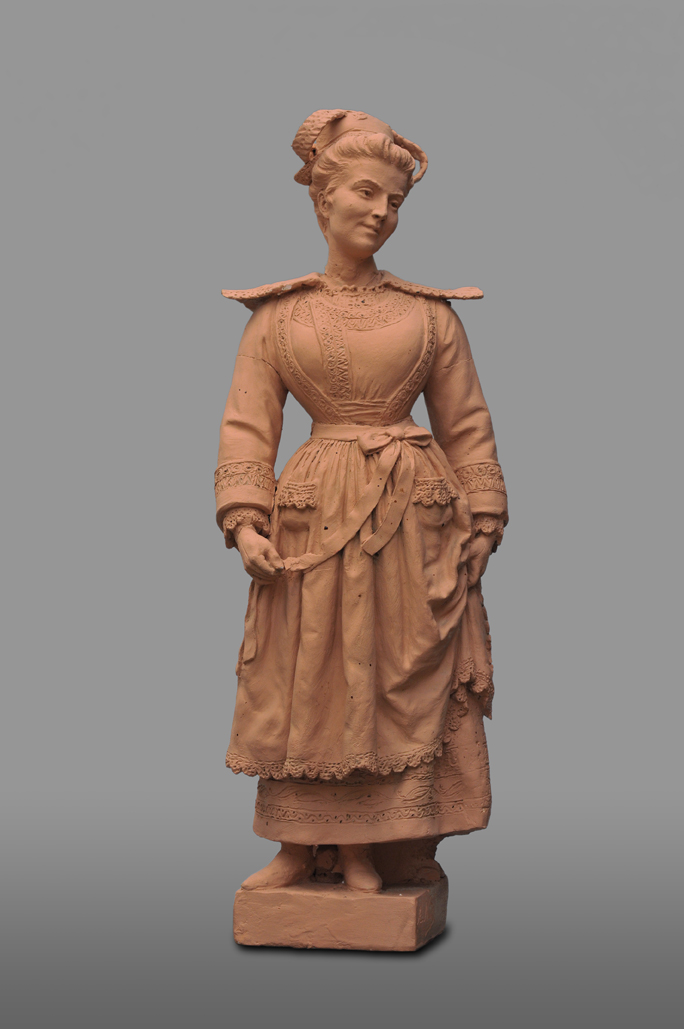
Bretonne
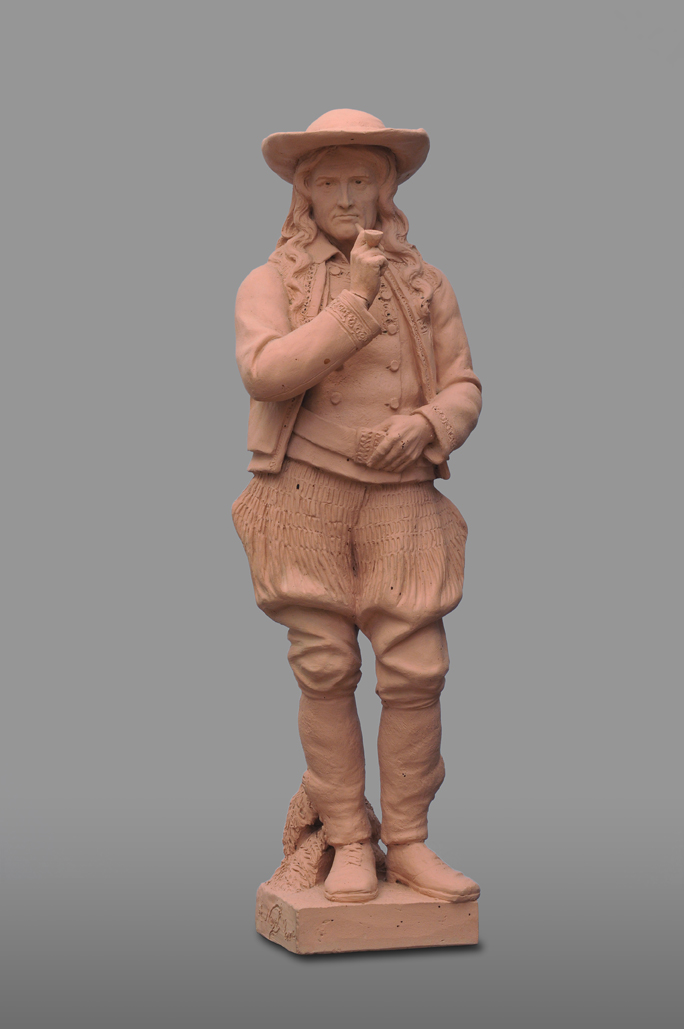
Breton
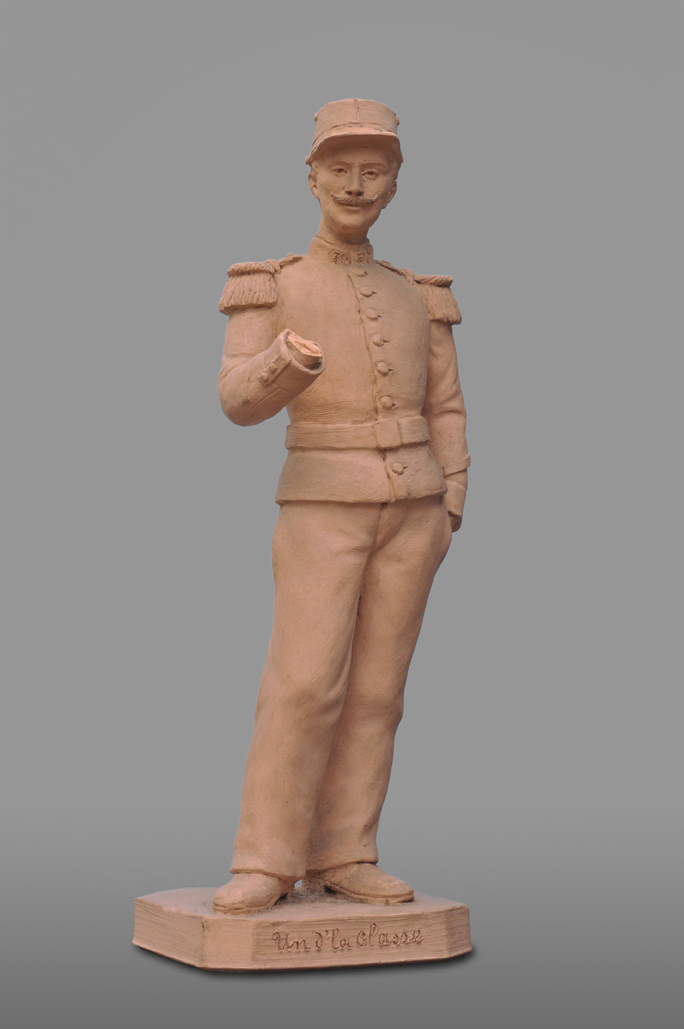
Homme en uniforme
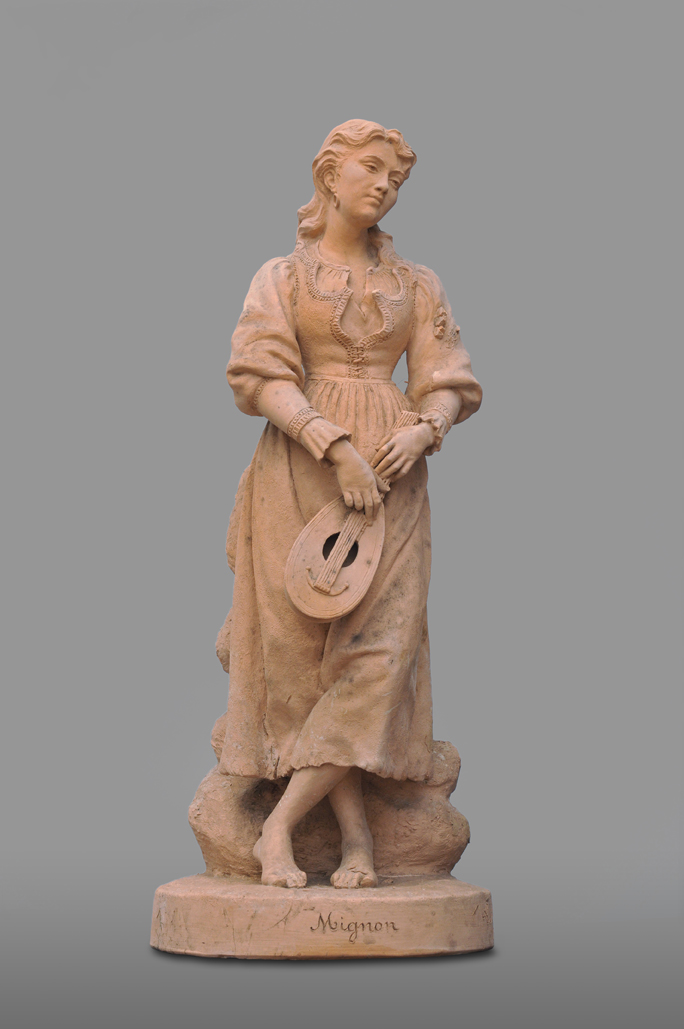
Jeune femme à la mandoline
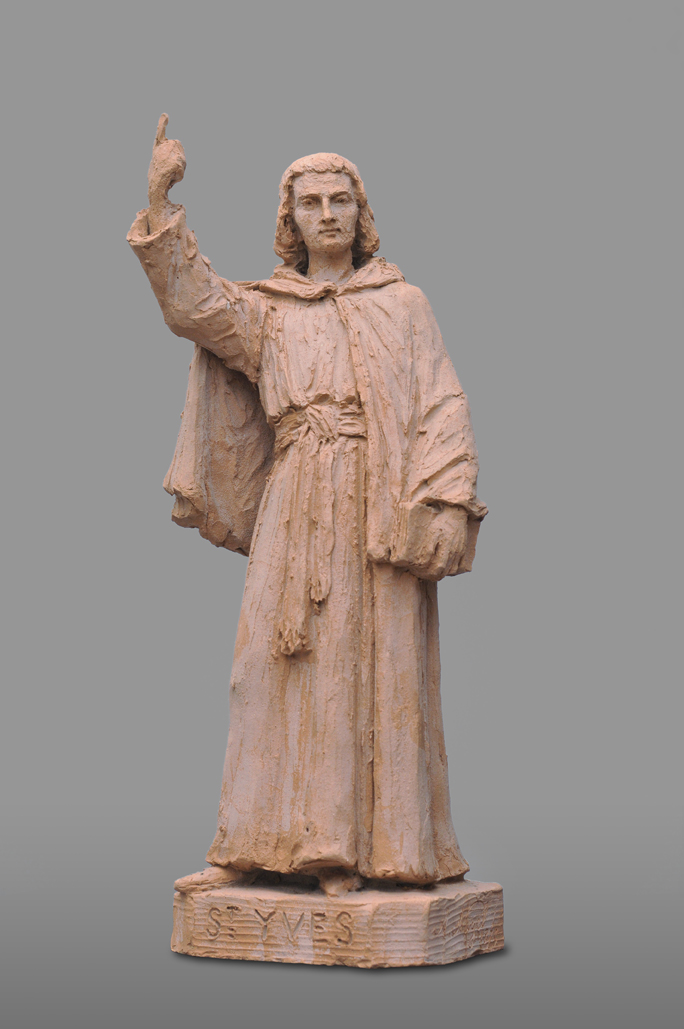
Saint Yves
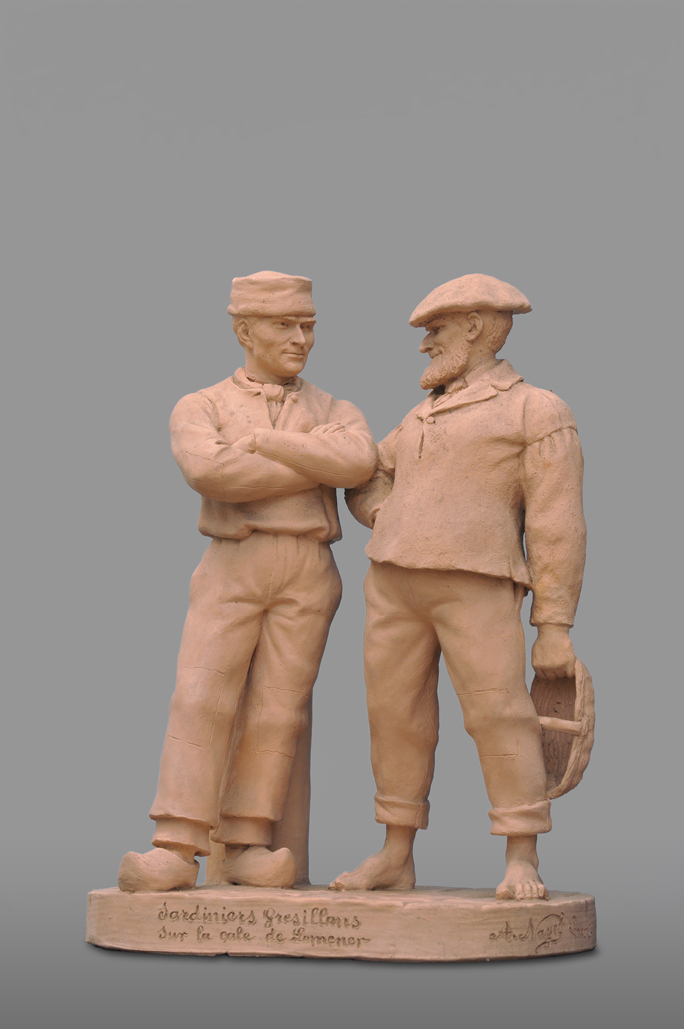
Sardiniers
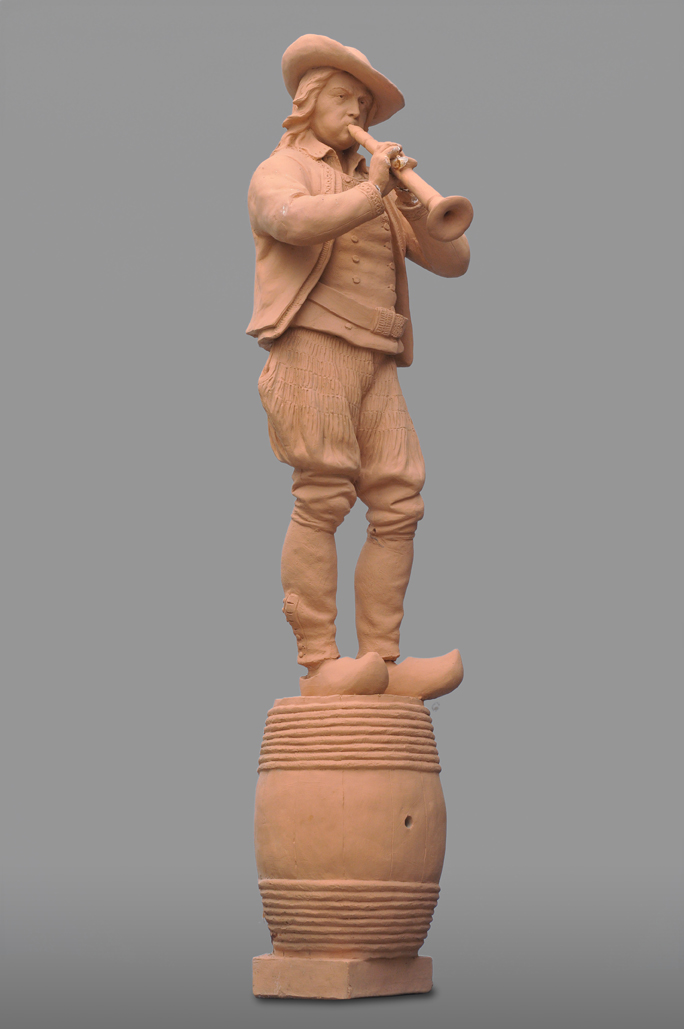
Joueur de bombarde
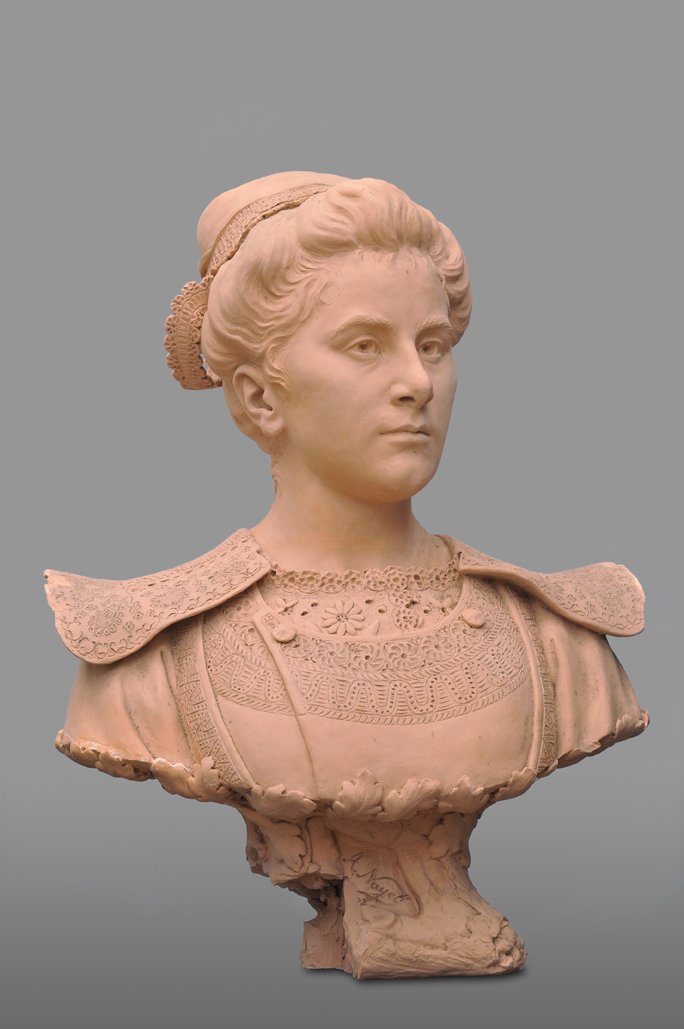
Buste de bretonne
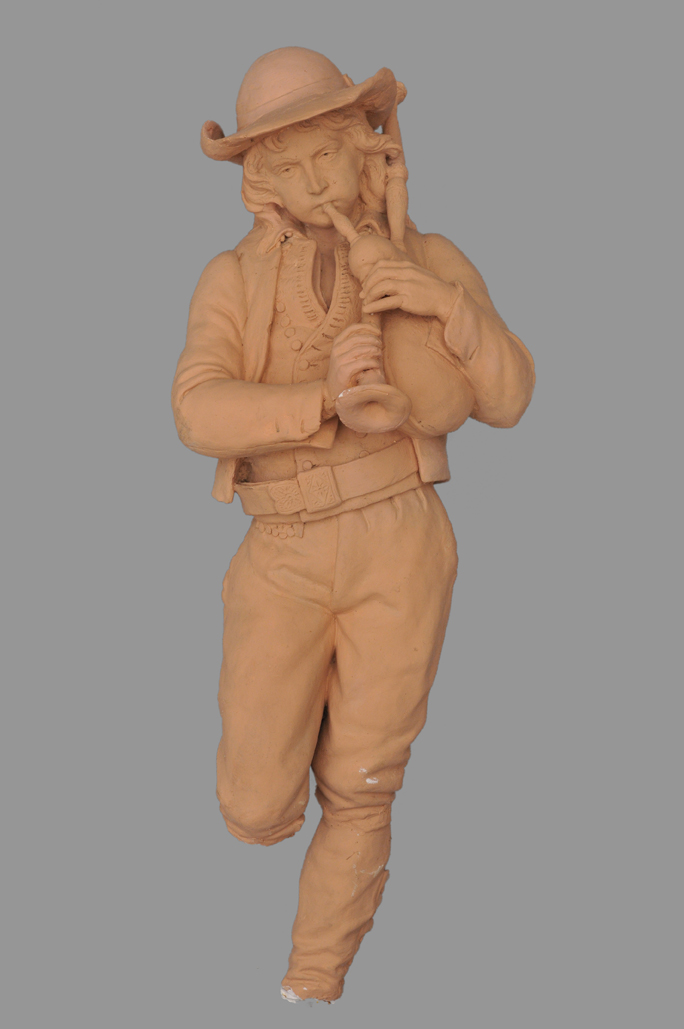
Joueur de bignou
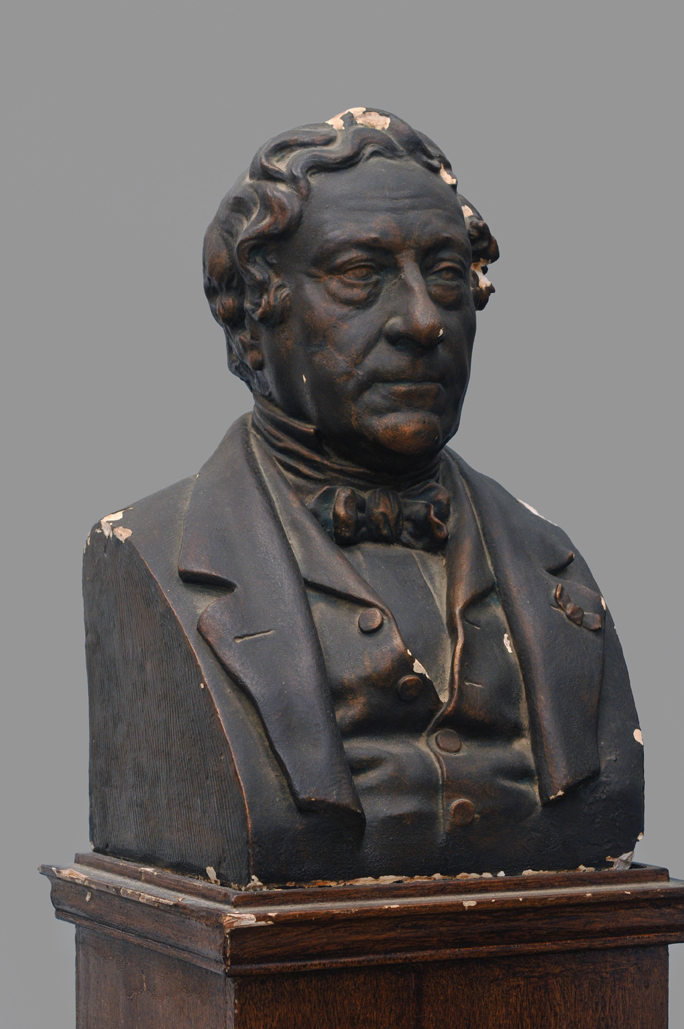
Buste d'homme
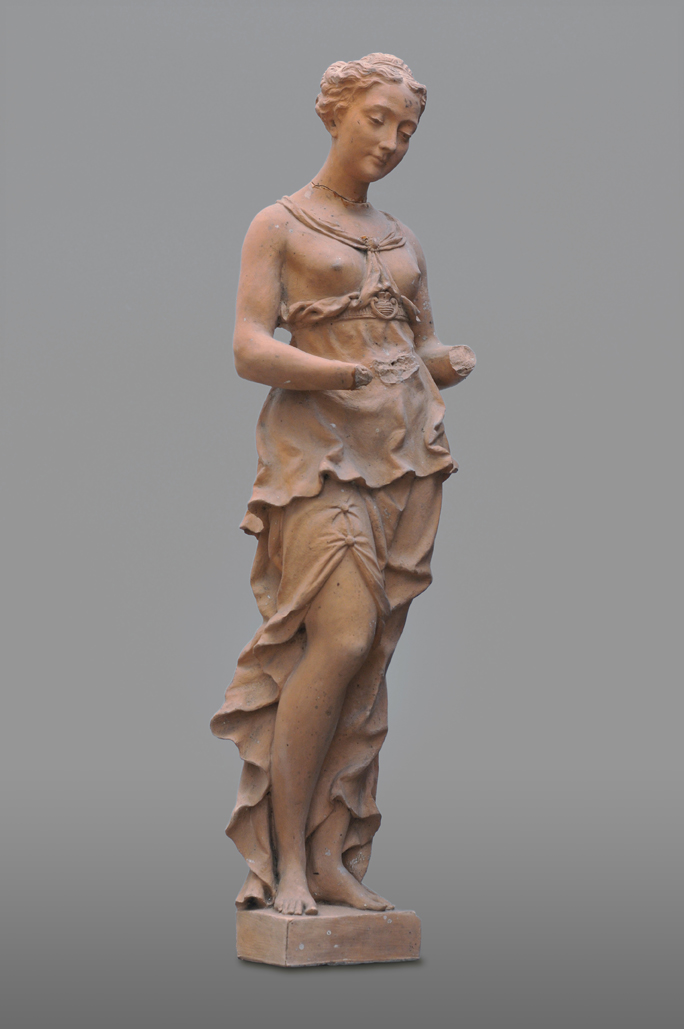
Muse
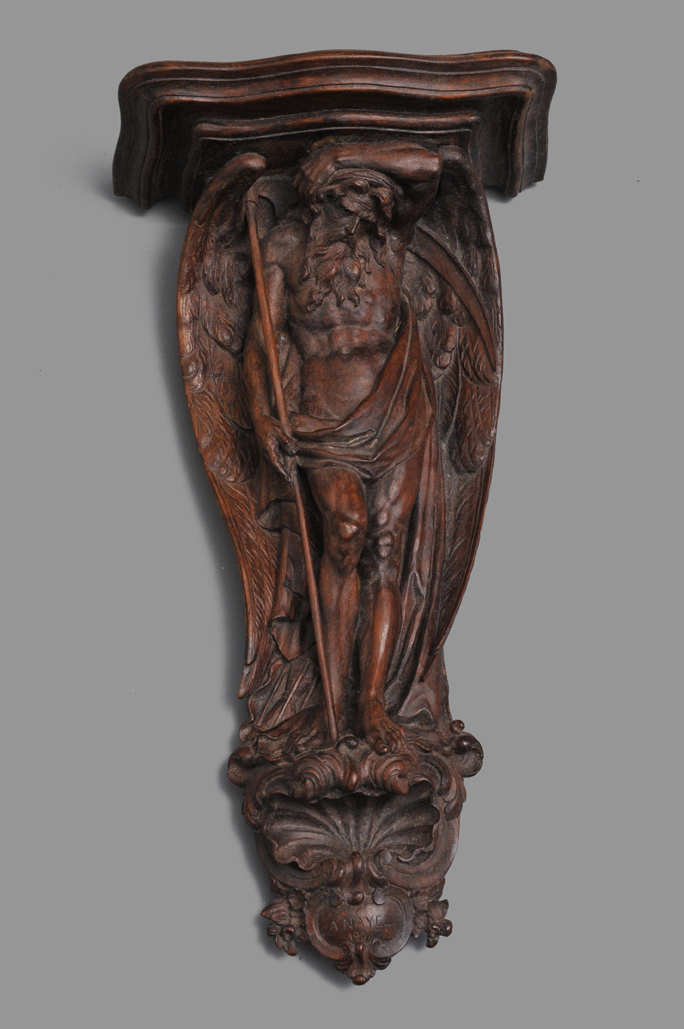
Ange
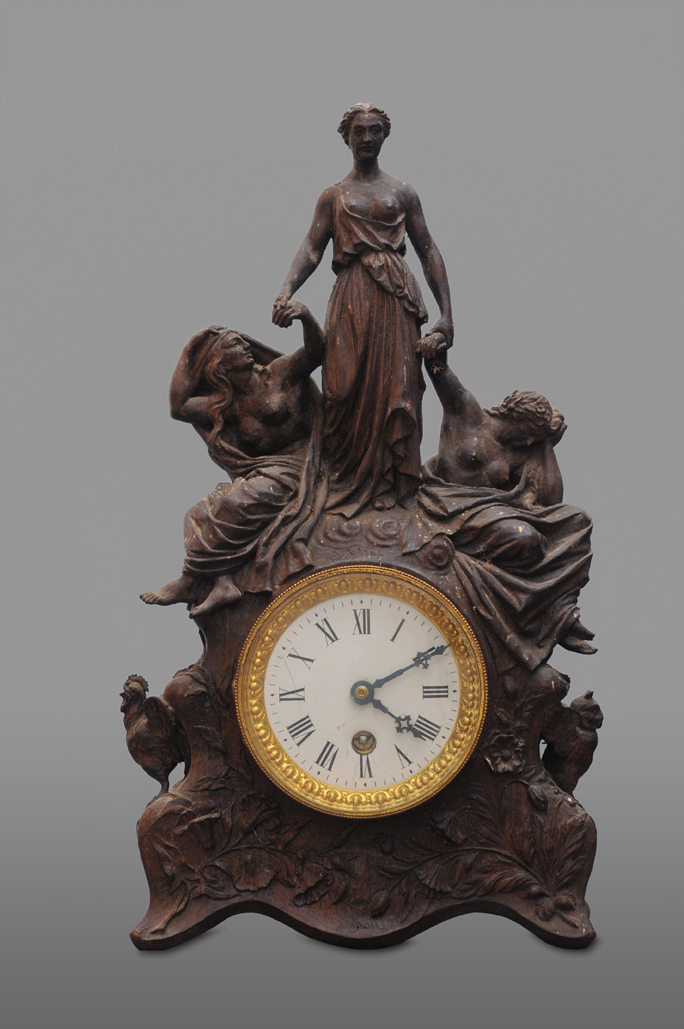
Pendule
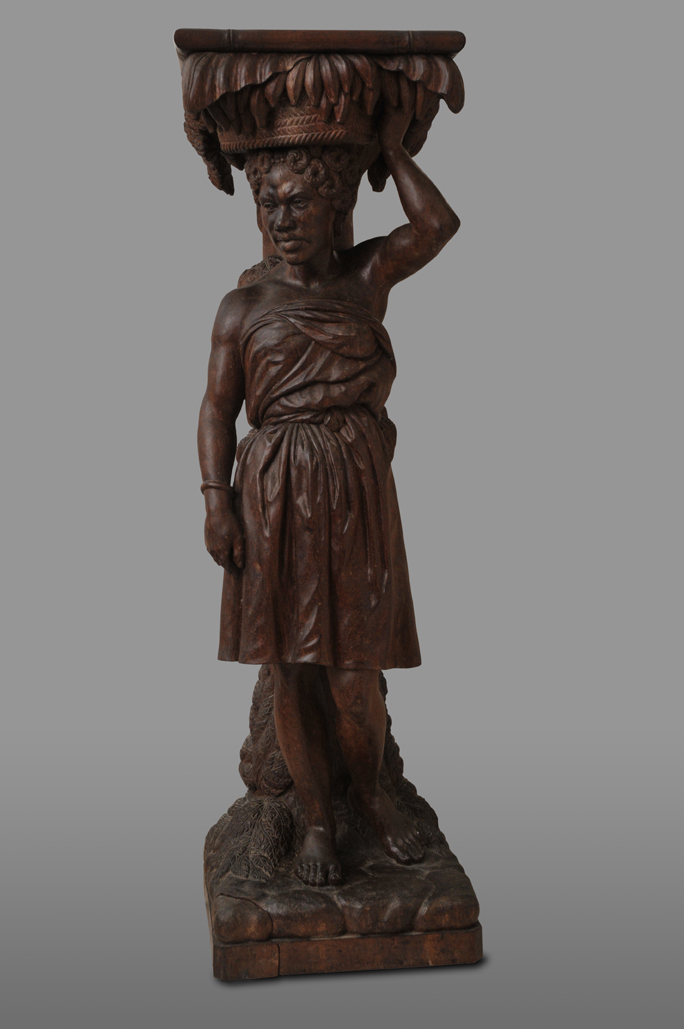
Africaine
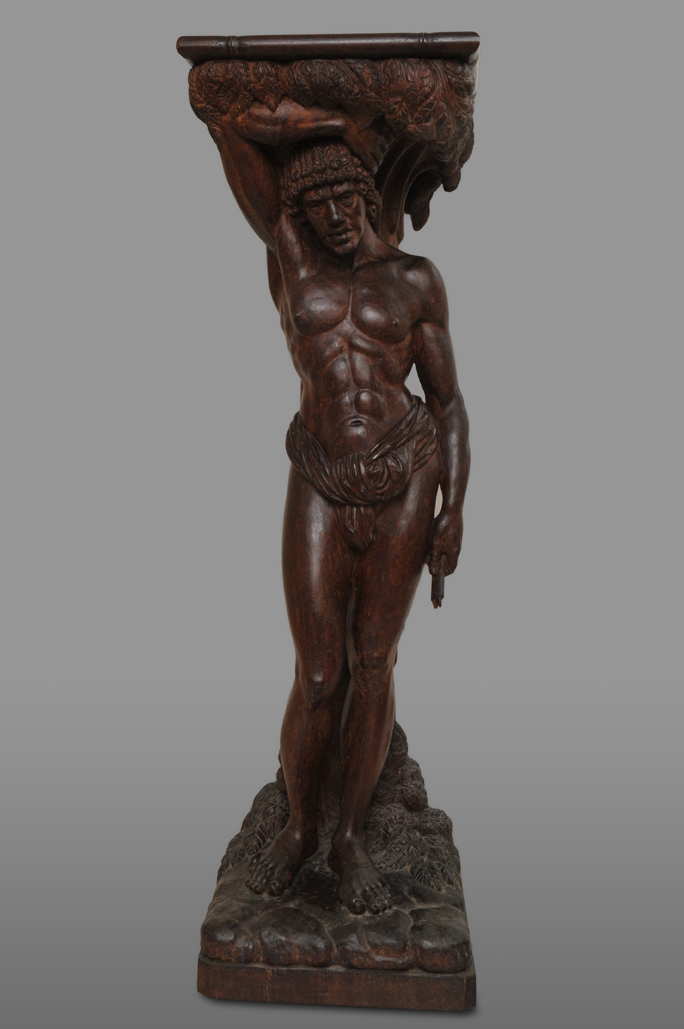
Africain

## Expositions
- En 2009, à l'occasion du centenaire du décès du sculpteur, Auguste Nayel fait l'objet d'une rétrospective au Salon de la Société lorientaise des beaux-arts[14].

## Hommage
Une rue de Lorient porte son nom.
Un centre commercial construit à Lorient au début des années 2000 porte son nom